# Соломенный бычок (мультфильм, 1971)
«Соломенный бычок» — советский мультфильм, снятый режиссёром Анатолием Резниковым в технике перекладной анимации на студии «Экран» в 1971 году на основе сценария, написанного Ириной Барановой по мотивам славянской народной сказки «Бычок — смоляной бочок».

## Сюжет
Однажды дед решил преподнести своей старушке необычный подарок. Он смастерил соломенного бычка и смазал его бока смолой. Однако он не мог предугадать, что смола прицепится к бабкиной юбке, которую после этого придётся отстирывать. Подарок бабке не понравился. А спустя некоторое время она и вовсе прогнала бычка со двора.

## Создатели
| Автор сценария:  | Ирина Баранова                                                            |
| Режиссёр         | Анатолий Резников                                                         |
| Оператор         | Эрнст Гаман                                                               |
| Композитор       | Владимир Кривцов                                                          |
| Звукооператор    | Виталий Азаровский                                                        |
| Роли озвучивали: | - Зинаида Нарышкина - Виктор Файнлейб - Станислав Чекан - Светлана Харлап |
| Аниматор:        | Анатолий Резников                                                         |
| Художники        | Л. Хорошкова, О. Леонидов, Л. Колоскова                                   |
| Монтажёр         | Нина Бутакова                                                             |
| Редактор         | Людмила Жукова                                                            |
| Директор         | Л. Садковская                                                             |